# Gilberto Salmoni
Gilberto Raffaele Salmoni (Genova, 15 giugno 1928) è uno scrittore, superstite dell'Olocausto, testimone attivo della Shoah, italiano, internato nel campo di Fossoli, deportato nel campo di concentramento di Buchenwald.
È nato a Genova il 15 giugno 1928, dove vive.  È laureato in ingegneria e in psicologia. È stato presidente ligure dell'ANED (Associazione nazionale ex deportati politici e razziali nei campi nazisti).  È un sopravvissuto alla Shoah.

## Biografia

### Famiglia[2]
È figlio di Gino Salmoni e Belleli Vittorina, ha vissuto con i genitori, il fratello Salmoni Renato e la sorella Salmoni Dora e il nonno Vittorio Belleli, nella casa del nonno, a Genova.
Il nonno materno Vittorio Belleli nato nel 1867 a Corfù, di nazionalità greca, ma di origine veneta, si trasferì da giovane a Genova e lì, sino al 1938, ebbe una piccola attività di commercio di olio e cereali nell'odierna Piazza Matteotti, allora Piazza Umberto I.
Il padre Gino nato a Firenze nel 1878, era perito agrario e vice direttore di un ufficio statale, la Cattedra Ambulante di Agricoltura, l’Ispettorato Provinciale di Agricoltura occupandosi di insegnamento di semina, concimazione, potatura, innesti nelle campagne.
La madre Vittorina Belleli, nacque a Genova nel 1892, casalinga, appassionata di musica lirica e lettura.
Il fratello Renato, nato a Genova nel 1913, era medico urologo e durante la guerra lavorò all’ospedale San Martino di Genova. Fece il servizio militare negli alpini a Bassano, e poi come sottotenente a San Candido di Pusteria. Fu un appassionato di montagna e sci.
La sorella Dora, nacque a Genova nel 1918, frequentò l'istituto Regina Margherita, ove oltre alle usuali materie di studio imparò ricamo, cucito, lavoro a maglia, pittura, suonava il pianoforte e la fisarmonica. Studiò a Genova con un'insegnante di madre lingua, la lingua tedesca.  In Austria, a Gmunden, frequentò un noto Istituto. Qui nell'estate del 1936, su alcune panchine dei giardini lesse la scritta “Juden unerwuenscht “, ebrei indesiderati, triste presagio del futuro. Si sposò nel 1941-42 con Romolo Porcù.
Gilberto, nacque a Genova il 15 giugno 1928, sino al 1938 frequentò le scuole pubbliche fino alla quarta elementare, e poi, a causa dell'emanazione delle leggi razziali, una scuola privata, la Scuola Svizzera.

### Le leggi razziali (1938)
Con le leggi razziali emanate dal regime fascista nel 1938, il padre Gino venne licenziato, Gilberto invece, fu espulso dalla scuola pubblica e il fratello Renato riuscì a finire gli studi, ma senza poter esercitare la professione di medico. Nell’autunno del 1943, la famiglia Salmoni deve nascondersi.

### Arresto, prigionia, deportazione

#### Carceri di Bormio, Tirano, Como e Milano San Vittore
Nella notte del 17 aprile 1944, mentre cercava con i genitori, il fratello, la sorella e suo marito di raggiungere il confine svizzero, guidati da due montanari, vennero arrestati a Bormio dalle guardie di frontiera, repubblichini di Salò, e poi detenuti nelle carceri di Bormio, Tirano, Como e Milano San Vittore.

#### Fossoli – Durchgangslager
Con il padre e la madre, il fratello e la sorella partirono dalla stazione di Milano. Dopo un viaggio di oltre dieci ore, stivati in un vagone con altre cinquanta persone, arrivarono a Carpi e internati nel campo di smistamento Durchgangslager di Fossoli e classificati ebrei misti. Il 17 maggio, il campo,  in quanto somigliante a caserme, vista la bandiera delle SS, subì un mitragliamento aereo con un morto e feriti gravi, tra cui la sorella Dora, che, incinta, fu ricoverata all'ospedale di Carpi, ove le venne salvata la vita e rimarrà un certo periodo; perderà però il bambino e rimarrà menomata a una mano.
A Fossoli continuarono le deportazioni di ebrei puri e politici per i campi di sterminio, e il 12 luglio fu compiuta una strage di 67 politici e ad agosto, il maggiore delle SS Friedrich Bosshammer, poi condannato all'ergastolo negli anni settanta per aver con la sua decisione derogato agli ordini, comandò la deportazione anche degli ebrei misti.

#### In viaggio per Auschwitz e Buchenwald (la separazione della famiglia)
Il primo agosto 1944 anche gli ebrei “misti” vennero deportati, via Verona, oltre frontiera.
I fratelli Gilberto e Renato furono divisi dai genitori e dalla sorella. Fatti scendere dal vagone, durante una sosta a Innsbruck, per distribuire un surrogato di caffè agli altri, leggono la destinazione del treno, per il loro vagone Buchenwald, per la maggior parte Auschwitz.
Gilberto non rivedrà mai più i genitori e la sorella, che saranno uccisi nel campo di Auschwitz.

#### Buchenwald
Dopo due giorni di viaggio, alle tre del mattino del 4 agosto 1944 giunse nel campo di concentramento di Buchenwald. Gilberto ha sedici anni.
Appena arrivati,vengono fatti spogliare, condotti con grottesca ironia alle docce e sottoposti a lavaggio e disinfezione e poi, come mischiling Jude erste Grad gli venne dato un triangolo rosso  (prigionieri politici), con una  i (Italia) e un numero. Il 44529 per il fratello Renato e il 44753 per Gilberto
 e poi assegnati al blocco 43 per la quarantena e poi, dopo il bombardamento del 24 agosto 1944, assegnati al blocco 48, al Bau 1, per il lavoro.  Dopo vengono trasferiti nel Blocco 14, dove il fratello Renato entra in contatto e far parte del Comitato Clandestino. A fine marzo 1945, il comandante Pister comunicò l'evacuazione del campo per il trasferimento, uno di quelli poi, noti come marce della morte.
Iniziarono i trasferimenti che interessarono altri blocchi.
L'11 aprile 1945, dopo la fuga della maggior parte delle S.S., fece ingresso nel campo una jeep guidata da due francesi facenti parte dell'esercito USA e vennero liberati. Il Comitato Clandestino dei prigionieri nel frattempo si era organizzato per gestire l'evoluzione degli eventi prima della liberazione.

### Ritorno a casa
A giugno con Gottlieb Branz e un altro compagno di prigionia si misero in viaggio per cercare di tornare a casa.
Fecero prima sosta a Hof per incontrate alcuni familiari di un loro compagno morto nel campo. Poi a Monaco, dove si separarono dai loro compagni di viaggio per poi proseguire per Rosenheim, poi arrivarono in un paese di nome Woergl, e poi su un camion verso Innsbruck o al Brennero, poi su un treno a Bolzano e su un camion a Milano e infine su un treno rientrarono a Genova dove trovarono la casa occupata da estranei che poi se ne andarono, una casa tristemente vuota per la mancanza dei loro quattro familiari morti.

### Dopo guerra
Nei primi anni si interessa alla vita politica attiva e riceve delusioni dalla realtà del dopo guerra.
Dopo diversi anni si sposa: nasceranno due figli e dopo anni i nipoti.
Ha lavorato per vent’anni come ingegnere all’Italsider. Si iscrisse all’Università di Padova e terminati gli studi di Psicologia lascia l'attività di ingegnere per proseguire nella specializzazione in psicologia sistemica.
Ha ricoperto la carica di presidente ligure dell'ANED.

## Opere
- I Fratelli hanno ucciso i fratelli in Una gioventù offesa. Ebrei genovesi ricordano a cura di Chiara Bricarelli, Editrice La Giuntina, 1995. ISBN 978-8880570219
- Memoria: un telaio infinito. Dialogo su un mondo tutto da scoprire, Sorbello Editore, 1999. ASIN: B00JQE6U6E
- Sorvolando la Torah e la Bibbia, De FerrarI, 2002. ISBN 978-8871724331
- Coerenza e coraggio. Italiani in guerra , Frilli, 2005. ISBN 978-8875630966
- Una storia nella storia. Ricordi e riflessioni di un testimone di Fossoli e Buchenwald , Frilli, 2012. ISBN 978-8875638207
- Mobilitare il cervello: l'arte di riabilitare la memoria, Controluce (Nardò), 2015. ISBN 978-8862801607
- Buchenwald una storia da scoprire, Frilli, 2016. ISBN 978-8869431029